# Люмбальная пункция

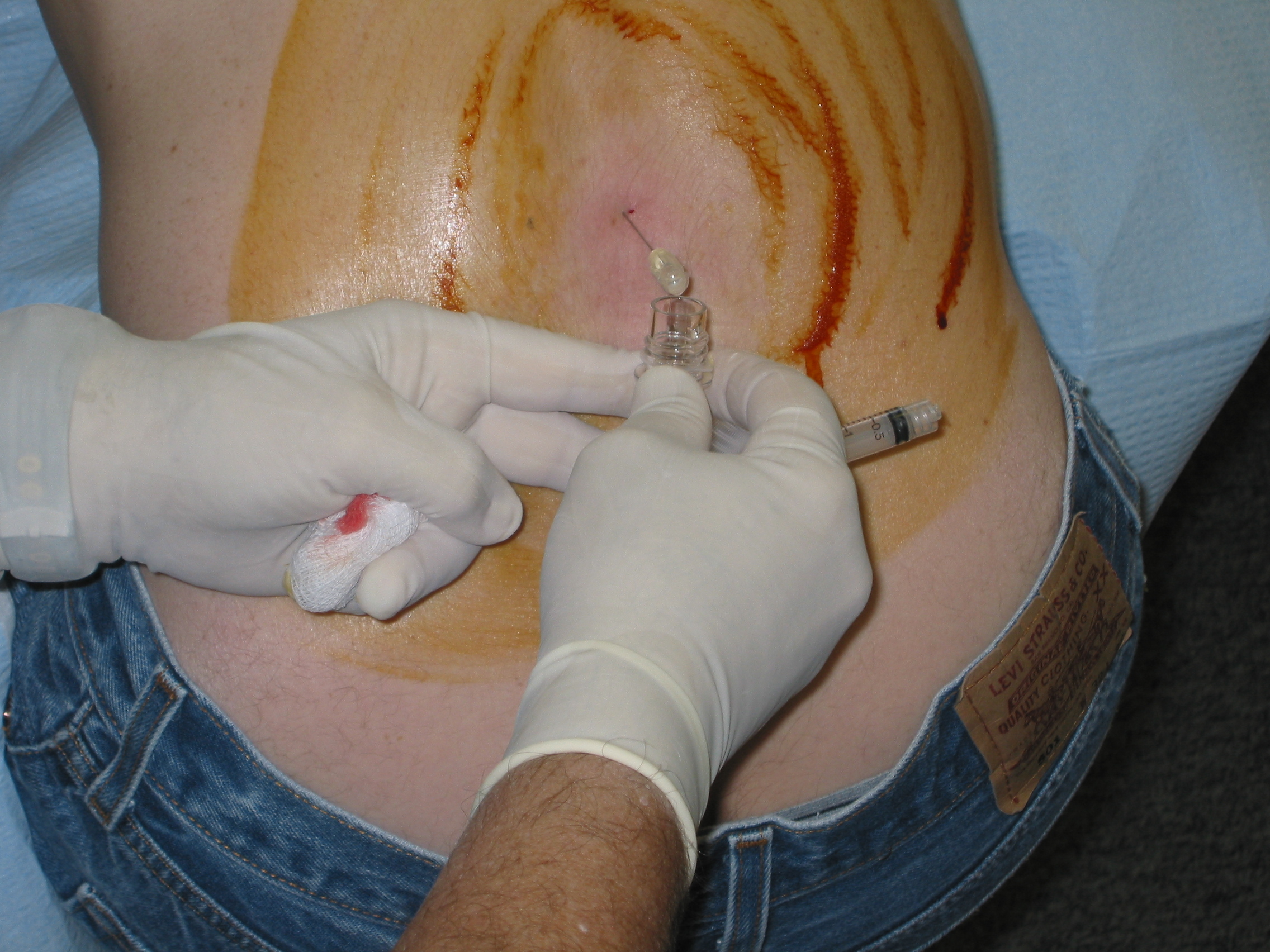
Невролог делает люмбальную пункцию пациенту. Красновато-коричневые следы на спине пациента — раствор йодопирона (дезинфицирующее средство).

Люмба́льная пу́нкция (поясничный прокол, спинномозговая пункция, поясничная пункция) — введение иглы в субарахноидальное пространство спинного мозга на поясничном уровне. Проводится с целью диагностики состава спинномозговой жидкости, а также с лечебной или анестезиологической целью.

## Люмбальная пункция как диагностический метод
Первая люмбальная пункция была проведена  Генрихом Квинке  в 1891 году. На сегодняшний день этот метод диагностики является одним из наиболее широко используемым в неврологии. В некоторых случаях (инфекционные заболевания ЦНС, субарахноидальное кровоизлияние) установление диагноза в значительной степени основано на результатах поясничной пункции, особенно при недоступности нейровизуализации (КТ, МРТ). Данные, получаемые с помощью пункции, дополняют клиническую картину и подтверждают диагноз при полиневропатиях, рассеянном склерозе и нейролейкозе.
Широкое внедрение нейровизуализационных методик (компьютерная томография, магнитно-резонансная томография) резко сократило число диагностических люмбальных пункций.

## Показания к проведению
С целью диагностики:
- в случае подозрения на нейроинфекцию (менингит, энцефалит, нейросифилис и другие инфекции ЦНС различной этиологии).

С лечебной целью:
- для подоболочечного введения антибиотиков и химиотерапевтических препаратов.
- для снижения внутричерепного давления при доброкачественной внутричерепной гипертензии и при нормотензивной гидроцефалии.

## Противопоказания
Люмбальная пункция категорически противопоказана при подозрении на дислокацию мозга, так как снижение ликворного давления в спинальном подпаутинном пространстве при наличии области повышенного давления интракраниально может запустить процессы вклинения и привести к смерти больного. Ещё в 1938 году был описан случай, когда в диагностических целях производилась люмбальная пункция, которая закончилась летальным исходом непосредственно на столе.

## Осложнения
При нарушении техники проведения может развиться холестеатома спинного мозга постпункционная (новолат. сholesteatoma medullae spinalis post punctionem), которая возникает вследствие заноса клеток эпителия в оболочки спинного мозга.

## Особенности проведения

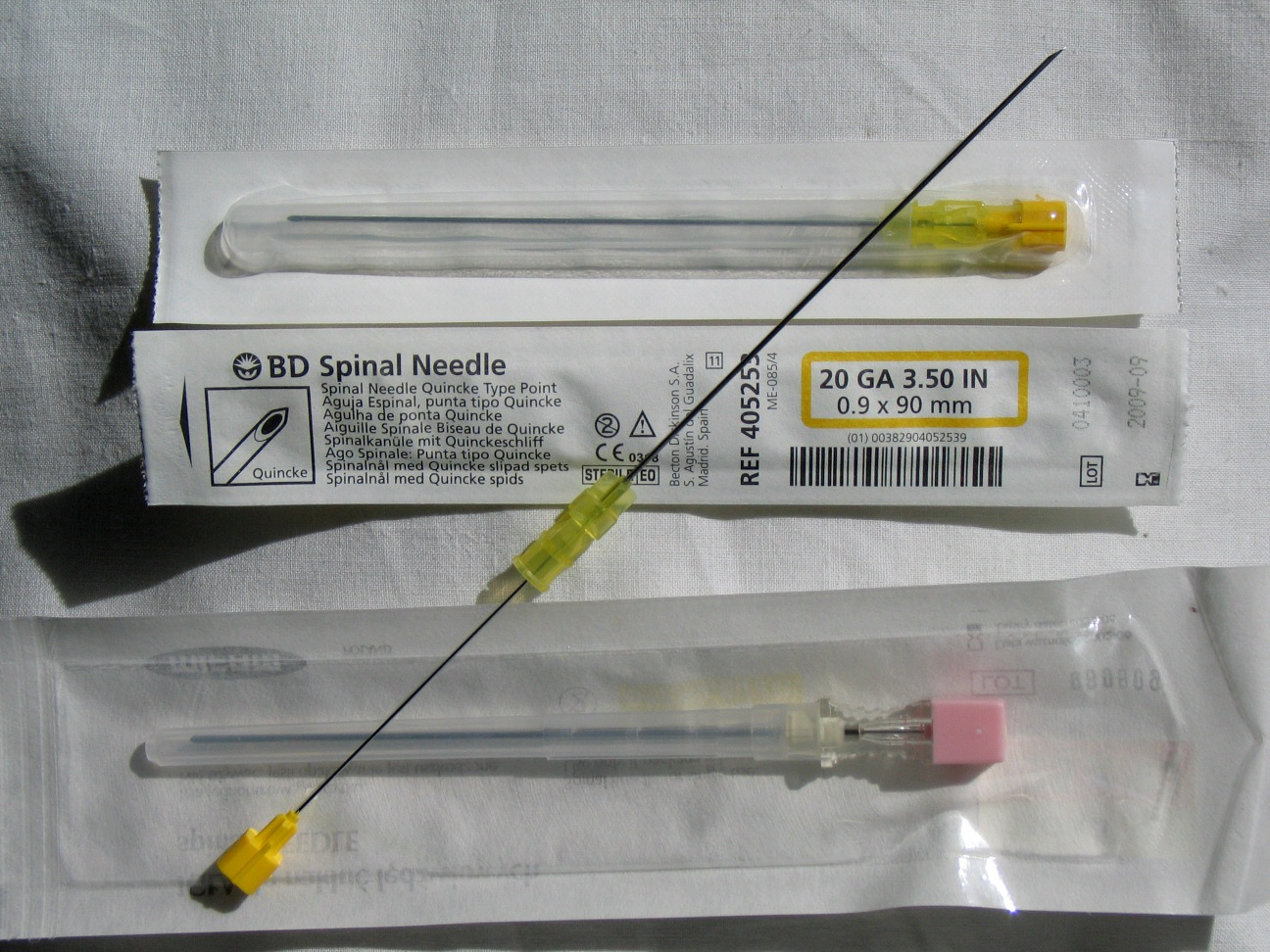
Игла, используемая для люмбальной пункции

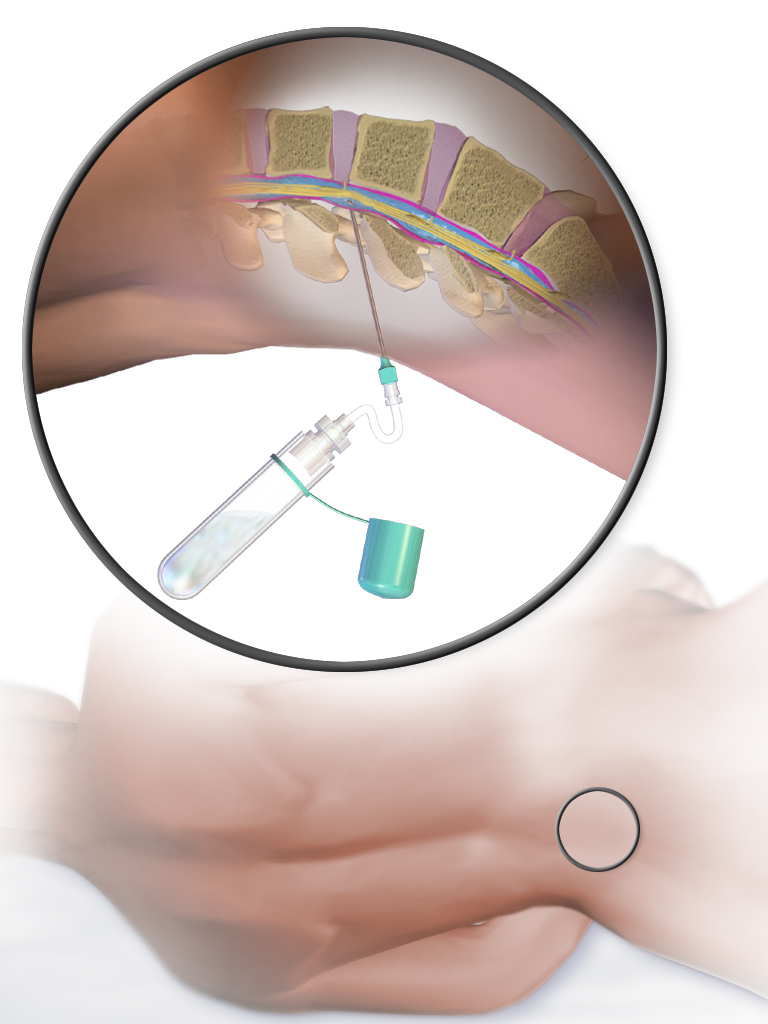
Процесс проведения манипуляции

Является врачебной манипуляцией и выполняется неврологом или анестезиологом. Манипуляция проводится в положении пациента лежа на боку или сидя. Ноги должны быть согнуты и приведены к животу, спина максимально согнута, руки должны обхватить колени. Наиболее удобным местом для пункции являются промежутки между III и IV и между II и III поясничными позвонками. У взрослого человека спинной мозг заканчивается на уровне II поясничного позвонка, потому вероятность повреждения спинного мозга при люмбальной пункции минимальна. Детям во избежание травмирования спинного мозга пункцию следует производить ниже III поясничного позвонка. С появлением одноразовых тонких спинальных игл обезболивание места пункции потеряло смысл, так как процесс инфильтрации кожи и связок местным анестетиком может быть более болезненным, чем сама манипуляция. Иглу Бира с мандреном вводят по средней линии между остистыми отростками с небольшим уклоном вверх и продвигают вглубь через связочный аппарат. На глубине 4—7 см у взрослых (около 2 см у детей) иногда возникает ощущение провала, что является признаком проникновения иглы в подпаутинное пространство. Истечение жидкости после извлечения мандрена свидетельствует о положении иглы в интратекальном пространстве.
В случае неудачи или попадания в кость игла немного извлекается и вводится снова, с небольшим изменением направления.
- В случае диагностической пункции ликвор собирают в несколько пробирок (первая порция может быть с примесью путевой крови).
- В случае проведения спинальной анестезии, подсоединяется шприц и интратекально вводится некоторое количество местного анестетика.

Место пункции заклеивается стерильной салфеткой.
Общий объём спинномозговой жидкости составляет у взрослых около 120 мл. За сутки секретируется примерно 500 мл, то есть полное обновление жидкости происходит около пяти раз в сутки.
После люмбальной пункции у 1-3 из 10 пациентов возникает головная боль, вызванная снижением внутричерепного давления, которая обычно исчезает без лечения спустя 5—7 дней.